# Jan Batycki
Jan Batycki herbu Nałęcz – burgrabia grodzki mielnicki w 1714 roku.